# Urd, Verdande og Skuld
Urd, Verdande og Skuld (norrønt: Urðr, Verðandi ok Skuld) er i nordisk mytologi et kollektiv af tre skæbnegudinder, også kaldet norner. De sidder i Asgård under verdenstræet Yggdrasil ved Urds brønd og spinder de levendes livstråde og klipper dem til.

## Skriftlige kilder
I det islandske eddadigt Völuspá fortælles det, hvordan de tre norner kom til gudernes bolig, ligesom deres centrale rolle som skæbnegudinder kort beskrives:
| Þaðan koma meyjar margs vitandi þrjár, ór þeim sal er und þolli stendr; Urð hétu eina, aðra Verðandi, skáru á skíði, Skuld ina þriðju; þær lög lögðu, þær líf kuru alda börnum, örlög seggja. | Deden komme Møer, de meget vidende tre fra Salen dybt under Stammen.; Urd nævntes den ene, den anden Verdande, naar Runer ristes. Skuld kaldes den tredje, Love de lagde, Liv de bestemte for Slægternes Börn og Heltenes Skæbne. |

De tre norner omtales også i Snorre Sturlasons Gylfaginning.

## Etymologi og betydning
Traditionelt er navnene Urd, Verdande og Skuld, blevet oversat til fortid, nutid og fremtid, hvilket dog sandsynligvis ikke dækker betydningen komplet. Nogle forskere mener imidlertid, at der ikke findes noget i den nordiske mytologi, som understøtter det forhold, at de tre norner hver især var knyttet til enten fortiden, fremtiden eller nutiden. I stedet er det blevet foreslået, at de tilsammen snarere repræsenterede skæbnen som var tæt forbundet med tidens gang.
Urðr er beslægtet med det angelsaksiske begreb Wyrd (og igen med det moderne engelske ord Weird). Begrebet wyrd er en ækvivalent til det nordiske skæbnebegreb, dvs. at Urd i realiteten betyder "skæbne". Navnene Urðr og Verðandi er begge afledt af det norrøne verbum verða, "at være/blive til". Mens Urðr stammer fra perfektum (dvs. "det der var/blev til el. snarere skete "), så stammer Verðandi fra præsens (dvs. "det der sker"). Formen kendes fra ældre moderne dansk "vorde", og er beslægtet med nederlandsk worden og tysk werden
Skuld kan være en afledning af verbet skole/skulle i futurum (dvs. det der "skal (ske/være)"); Et andet forslag er en oversættelse til "skyld", dvs. i relation til gæld.